# اختصاص ناعت
اختصاص الناعت هو التعلق الخاص الذي يصير به أحد المتعلقين ناعتا للآخر والآخر منعوتا به، والنعت حال والمنعوت محل؛ كالتعلق بين لون البياض والجسم المقتضي لكون البياض نعتا للجسم، والجسم منعوتا به، بأن يقال جسم أبيض.